# Cardepia irrisoria
Cardepia irrisoria là một loài bướm đêm trong họ Noctuidae.